# Saint-Hippolyte (Pyrénées-Orientales)
Saint-Hippolyte (catalansk: Sant Hipòlit de la Salanca) er en by og kommune i departementet Pyrénées-Orientales i Sydfrankrig.

## Geografi
Saint-Hippolyte ligger på Roussillon-sletten 11 km nordøst for Perpignan. Kommunen grænser mod nordøst op til lagunen Etang de Salses-Leucate. Nærmeste byer er mod nordvest Salses-le-Château (7 km), mod øst Le Barcarès (7 km), mod sydøst Saint-Laurent-de-la-Salanque (3 km) og mod syd Claira (4 km).

## Borgmestre
| Navn                   | Periode   |
| ---------------------- | --------- |
| Étienne Masnou         | ?-06.1815 |
| Pierre Gari            | 06.1815-? |
|                        |           |
| Michel Montagne        | 2001-2014 |
| Madeleine Garcia-Vidal | 2014-     |

## Historie
Romervejen Via Domitia, som forbandt Italien og Spanien går tæt forbi den nuværende by. Saint-Hippolyte nævnes dog, sammen med sin kirke, første gang i 963. Byens fæstning, hvoraf to tårne stadig findes, stammer også fra denne tid.
I det 12. århundrede tilhørte fæstningen en lokal seigneur (herremand) underlagt kongen af Aragonien. I 1211 blev fæstningen med landsby solgt til Tempelridderne fra Mas Deu. Da Tempelridderordenen blev opløst i 1314 overgik dens besiddelser til Johanniterordenen..
Saint-Hippolyte lå tæt på den franske grænse og fra det 14. århundrede til midten af det 17. århundrede blev byen flere gange offer for krige mellem Frankrig og Aragonien og mellem Aragonien og Kongeriget Mallorca. Efter Pyrenæerfreden i 1659 blev Roussillon og dermed Saint-Hippolyte annekteret af Frankrig..
Da byen nu lå i større afstand fra grænsen blev det fredeligere tider, men tilpasningen til de nye magthavere var vanskelig i starten. Som i den øvrige del af Roussillon blev catalansk forbudt og byen pålagt høje skatter.
I 1691 påbegyndte den kongelige administration udgravningen af en kanal fra Languedoc til Port-Vendres. Projektet blev aldrig fuldført, men man nåede at grave en kanal ved Saint-Hippolyte, som kunne bruges til at afvande de lavtliggende områder omkring byen, som tit var oversvømmede. Det blev herefter i de næste par hundrede år gradvist muligt at dyrke jorden rundt om byen. Hidtil havde man levet af saltudvinding, fårehold og lidt fiskeri.
I 1834 talte byen 606 indbyggere. Byen blev hårdt ramt af kolera i 1854, men befolkningstallet steg alligevel kraftigt i hele århundredet. Jernbanen kom til byen i 1855.
Efter 2. verdenskrig er Saint-Hippolyte blevet en moderne by og dens beliggenhed tæt på Perpignan har fået indbyggertallet til at stige kraftigt igen.

## Demografi

### Udvikling i folketal
| 1962                                                              | 1968 | 1975 | 1982 | 1990 | 1999 | 2007 | 2013 | 2017 |
| ----------------------------------------------------------------- | ---- | ---- | ---- | ---- | ---- | ---- | ---- | ---- |
| 1133                                                              | 1033 | 1044 | 1038 | 1616 | 1849 | 2327 | 2836 | 3052 |
| Tal fra og med 1962 er uden dobbelttælling (sans doubles comptes) |      |      |      |      |      |      |      |      |